# Trường Trung học phổ thông Lê Quý Đôn – Đống Đa
Trường Trung học phổ thông Lê Quý Đôn – Đống Đa là một trường trung học phổ thông công lập được thành lập năm 1970 tại Hà Nội, Việt Nam.

## Lịch sử
Năm 1970, Trường phổ thông cấp III số 1, tiền thân của trường THPT Lê Quý Đôn - Đống Đa ngày nay được thành lập. Theo chủ trương của Thành phố và Sở Giáo dục - Đào tạo Hà Nội, trường học ban đêm tại số 47 phố Lý Thường Kiệt, quận Hoàn Kiếm. Trong năm học đầu tiên 1970 - 1971, trường có 12 lớp với 32 cán bộ, giáo viên. Năm học 1972, trước tình hình Không quân Mỹ oanh tạc Hà Nội, trường phải sơ tán sang xã Văn Đức, huyện Gia Lâm. Năm 1974, trường chuyển từ Hoàn Kiếm về Đống Đa trên đất Xã Đàn, chính thức chấm dứt thời kì học ban đêm và chuyển sang học ban ngày. Năm 1976, Trường cấp III số 1 được đổi tên thành Trường cấp III Lê Quý Đôn, rồi sau đó là Trường Phổ thông trung học Lê Quý Đôn vào năm 1985.

## Thành tích[2]
- Huân chương Lao động hạng Ba (1993)
- Huân chương Lao động hạng Nhì (1998)
- Bằng khen của Uỷ ban nhân dân thành phố Hà Nội (2008-2009; 2013-2014)
- Cờ Thi đua xuất sắc của Uỷ ban nhân dân thành phố Hà Nội (2009-2010)
- Bằng khen của Bộ trưởng Bộ Giáo dục và Đào tạo (2010-2011)
- Bằng khen của Thủ tướng Chính phủ (2011-2012)